# 춘추민속관
춘추민속관은 충청북도 옥천군 옥천읍 문정리에 있다. 2009년 12월 28일 옥천군의 향토유적 제2009-5호로 지정되었다.

## 개요
이 고택은 1856년 괴정 오상규(槐庭 吳相奎-강화군수역임)가 건축하고 그 후손 오윤묵(吳允默)이 증축한 건물이다.